# Vršni graben, Belca
Vršni graben je hudourniški gorski potok, izvira pod Visokim Kurjim vrhom (1820 m) v Karavankah in se izliva v potok Belca, ta pa se pri naselju Belca pri Mojstrani kot levi pritok izliva v Savo Dolinko.